# Gráfművelet
A gráfműveletek olyan műveletek, melyek gráfokhoz rendelnek gráfokat. Kategorizálhatóak például az operandusok száma szerint.

## Unáris gráfműveletek
Az unáris gráfműveletek, vagyis gráftranszformációk egyoperandusú műveletek.

### Elemi unáris gráfműveletek
Elemi műveletnek tekintjük valamely él vagy csúcs törlését, csúcsok összevonását és szétválasztását.

### Összetett unáris gráfműveletek
- Élgráf
- Duális gráf
- Komplementer gráf
- Gráf minora
- Gráfhatvány: Valamely G=(V,E) gráf k-adik hatványa az a (V,F) gráf, amely tartalmazza élként azokat a csúcspárokat, amelyek távolsága a G gráfban legfeljebb k. Valamely gráf második hatványát nevezik a gráf négyzetének is.
- Gráf transzponáltja avagy megfordítása
- Gráfújraírás
- Mediális gráf
- Mycielski-konstrukció;
- delta-csillag átalakítás (Δ-Y-átalakítás, Δ-Y-transzformáció)

## Bináris gráfműveletek
A bináris (vagy binér) gráfműveletek gráfpárokhoz rendelnek hozzá gráfokat. Legyenek {\displaystyle G_{1}=(V_{1},E_{1}),G_{2}=(V_{2},E_{2})} gráfok.
- gráfok uniója: G1 ∪ G2 = (V1 ∪ V2, E1 ∪ E2). Ha V1 és V2 diszjunktak, diszjunkt unióról beszélünk, jelölése G1 ⊕ G2;[1] a diszjunkt gráfunió kommutatív és asszociatív.[2]
- gráfok metszete (intersection): G1 ∩ G2 = (V1 ∩ V2, E1 ∩ E2);[1]
- gráfok összekapcsolása (join): az első gráf összes csúcsát a második gráf összes csúcsának összekötésével kapott gráf. Címkézetlen gráfok esetében kommutatív művelet.[2]
- A gráfszorzások esetében a szorzatgráf csúcshalmaza az operandusok csúcshalmazának Descartes-szorzata: {\displaystyle V=V_{1}\times V_{2}}. Az élhalmaz a szorzat típusától függ.
  - A lexikografikus gráfszorzás nem kommutatív és nem asszociatív.
  - A tenzor gráfszorzás kommutatív művelet.
- soros-párhuzamos gráf képzése
- Hajós-konstrukció